# Čefurji raus!
Čefurji raus! je slovenski moderni roman, ki ga je napisal televizijski in filmski režiser, scenarist, kolumnist, pesnik in pisatelj Goran Vojnović ter je izšel leta 2008 pri Študentski založbi v Ljubljani v zbirki Beletrina. Knjiga je večkrat ponatisnjena in prevedena v hrvaški, srbski, bosanski, švedski, poljski in češki jezik. Po knjižni predlogi je nastala tudi gledališka predstava, monokomedija z istim naslovom, ki jo je režiral Mare Bulc, in film v režiji Vojnovića.

## Vsebina
Glavni junak Marko Đorđić trenira košarko, hodi na Center strokovnih šol, druži se s prijatelji, s svojo družino pa živi na Fužinah in je »čefur«. Vsako leto Marko med dopustom obišče svoje sorodnike v Bosni, med letom pa se druži s svojimi prijatelji Adijem, Acom in Dejanom, ki so prav tako »čefurji«. Skupaj posedajo na klopcah pred blokom na Fužinah, se pogovarjajo, pogledajo skupaj nogometno tekmo Arsenal : Barcelona pri Dejanu, popivajo, kadijo, včasih tudi travo, in rešujejo svoje vsakdanje probleme. Njegov oče Radovan in mama Ranka sta prišla iz Bosne, da bi si v Sloveniji ustvarila boljše življenje. Ob nedeljah, ko so vsi doma, se večino časa prepirata, Zato Marko preživlja nedeljske popoldneve pred blokom in se druži s prijatelji. Oče Radovan je ponosen na sina in hodi na vse njegove košarkaške tekme. Njegova želja je, da bi njegov edini sin postal košarkar. Marko v šoli ni uspešen, vendar Radovana to ne moti, ker je prepričan, da bo njegov sin postal profesionalni košarkar. Stvari se zapletejo, ko Marko preneha trenirati košarko in ne ve, kako bi to povedal svojemu očetu. S prijatelji se napijejo, razgrajajo na avtobusu, zato šofer pokliče policijo, ki jih odpelje in pretepe. Acu zlomijo roko, zato se ta odloči, da se bo šoferju, ki je klical policijo, maščeval, in prosi Marka, da gre z njim. Marko in Aco izsledita šoferja Damjanovića, ki ga Aco pretepe, Marko pa poskuša vse skupaj preprečiti. Damjanović pade v komo, Aco in Marko pa pobegneta vsak na svoj konec. Ko pride Marko pred blok, sreča Dejana in Adija. Dejan jima pove, da se bo z mamo preselil v Slovenske Konjice, ker se bosta njegova starša ločila, Marko in Adi pa se odločita, da bosta zažgala kosovni odpad, ki je bil zložen pred blokom, pripravljen na odvoz. Ko Marko gleda, kako gasilci gasijo ogenj, ga zgrabi Radovan in ga odpelje v stanovanje. Radovan mu naroči, naj spakira svoje stvari, ker naslednji dan odpotuje k sorodnikom v Bosno, kjer bo ostal do nadaljnjega. Naslednji dan Radovan odpelje svojega sina na vlak za Sarajevo in mu ob slovesu pove, da je šofer Damjanović v komi in še ne vedo, ali bo preživel. Na vlaku Marko premišljuje o Bosni, svojih sorodnikih in o svojem življenju.

## Interpretacije
Roman Čefurji raus ima vse prvine modernega družbenega romana. Napisan je kot izpoved mladostnika, ki sam sebi odgovarja na vprašanja Zakaj?. Pripoved, ki jo oblikujejo vprašanja, na humoren način obravnava človeške in finančne stiske, družinske tragedije, ki se dogajajo v okolju, v katerem mladostnik živi in jih zaznava. Jezik, ki ga glavni junak uporablja, je nekakšna mešanica srbohrvaškega in slovenskega jezika, ki ga govorijo na Fužinah. Obravnava aktualne teme današnje družbe, kot so stereotipi, ki jih gojimo, brezpravnost, nemoč, odtujenost v odnosih, življenje v današnji družbi, ki nudi samo sredstva za preživetje in zadovoljevanje osnovnih človekovih potreb. Prostor, v katerega je postavljen roman, je multinacionalen, Fužine, kjer živijo priseljenci iz drugih držav oz. priseljenci iz bivših jugoslovanskih republik, ki so ob osamosvojitvi Slovenije sicer državljani Slovenije, a jih družba ne sprejema kot takšne. Postavljen je v današnji čas ter obravnava vpliv družbe in družine na mladostnika, ki je prepuščen sam sebi. 

## Zbirka
Roman Čefurji raus! je leta 2008 izšel pri Študentski založbi pod knjižno zbirko Beletrina.

## Ocene in nagrade
Leta 2009 je bila nagrajena s prestižno nagrado Prešernovega sklada in nagrado časopisne hiše Delo kresnik za najboljši roman leta.

## Izdaje
- Slovenska izdaja iz leta 2008 (COBISS)
- Hrvaška izdaja iz leta 2009 (COBISS)
- Hrvaška izdaja iz leta 2009 (COBISS)
- Srbska izdaja iz leta 2010 (COBISS)
- Češka izdaja iz leta 2011 (COBISS)